# Кайтанівка (Хмельницький район)
Кайта́нівка — село в Україні, у Вовковинецькій селищній громаді Хмельницького району Хмельницької області. Населення становить 245 осіб.

## Герб
Затверджений 17 листопада 2017 року рішенням № 4 сесії сільської ради. Автор — І. Д. Янушкевич.
У зеленому полі золотий вирваний дуб, який корінням обвиває три срібні хрести. Щит обрамований декоративним картушем і увінчаний золотою сільською короною з трьома вежками.

## Релігія
- церква святого великомученика Юрія Переможця (2014, УГКЦ)